# 米罗斯拉夫·科尼切克
米罗斯拉夫·科尼切克（捷克語：Miroslav Koníček，1936年4月18日—），捷克男子赛艇运动员。他曾代表捷克斯洛伐克参加1960年和1964年夏季奥林匹克运动会赛艇比赛，获得二枚铜牌。